# Burelette du charmont
La burelette du charmont est une petite burette utilisée pour la fécondation du chasselas par le pollen du chardonnay (croisement de cépages) dont le resultat est l'obtention du charmont. L'ustensile, modifié pour la spécificité de l'opération en a gardé l'appellation.